# Làutules
Làutules (llatí: Lautulae o Ad Lautulas) (grec antic: αἱ Λαύτολαι) és el nom donat per Titus Livi a un pas entre Tarracina i Fundi, on el camí serpenteja entre les muntanyes, un pas estret que era fàcilment defensable.
L'any 342 aC es va amotinar aquí l'exèrcit romà que estava comandat pel cònsol Gai Marci Rútil i una de les cohorts va ocupar el pas, i se'ls van unir d'altres fins que es van veure prou forts per anar a Roma. Rútil va avortar la conspiració.
L'any 315 aC es va lliurar una batalla entre els romans dirigits pel dictador Quint Fabi Màxim Rul·lià, i els samnites, batalla que no va ser decisiva però en la que els romans van ser derrotats i el magister equitum Quint Auli Cerretà que va actuar pel seu compte contra els samnites, va morir.
A la Segona Guerra Púnica Quint Minuci, legat del cònsol Marc Claudi Marcel, va ocupar el lloc per impedir el pas als cartaginesos si s'apropaven.
Avui dia es diu Paso di Portella.